# 26 (liczba)
26 (dwadzieścia sześć) – liczba naturalna następująca po 25 i poprzedzająca 27.
Warunek podzielności zapisanej w systemie dziesiętnym liczby przez 26, to aby była podzielna zarówno przez 2, jak i przez 13. Jedyna liczba występująca bezpośrednio pomiędzy kwadratem a sześcianem liczb naturalnych.

## 26 w nauce
- liczba atomowa żelaza
- obiekt na niebie Messier 26
- galaktyka NGC 26
- planetoida (26) Proserpina

## 26 w kalendarzu
26. dniem w roku jest 26 stycznia. Zobacz też, co wydarzyło się w 26 roku n.e.

## 26 w sporcie
Numer używany przez Daniego Pedrosę w MotoGP.